# I grandi della canzone napoletana: Libero Bovio
I grandi della canzone napoletana: Libero Bovio è un album del cantante Roberto Murolo, pubblicato come 33 giri nel 1969.

## Tracce

### Lato A
1. Guapparia (bovio-falvo)
2. Tarantella Luciana (bovio-cannio)
3. Sona, chitarra! (bovio-de curtis)
4. Tu, ca nun chiagne! (bovio-de curtis)
5. Silenzio cantatore (bovio-lama)
6. Chiove (bovio-nardella)

### Lato B
1. Passione (bovio-tagliaferri-valente)
2. L' addio (bovio-valente)
3. 'o paese d' 'o sole (bovio-d'annibale)
4. Totonno se ne va! (bovio-valente)
5. Chiari di luna (bovio-valente)
6. Quanta rose! (bovio-lama)